# کومی‌یاما ماساهیده
کومی‌یاما ماساهیده (به ژاپنی: 小宮山 昌秀 こみやま まさひで)، (تولد ۱۷۶۴ - مرگ ۱۸۴۰)، یک محقق کشاورزی، محقق کنفوسیوسی و سامورایی قلمرو میتو در اواسط تا اواخر دوره ادو بود. نام مستعار او شیمیزو بود. نام مستعار او فوکن بود. او معمولاً با نام جیرومون و بعداً زوشونوسوکه شناخته می‌شد. نوه او سویسوکه کومی‌یاما (نانریو) بود.